# روجر روب
روجر روب (بالإنجليزية: Roger Robb)‏ هو قاضي ومحامي أمريكي، ولد في 7 يوليو 1907 في بولس فالس في الولايات المتحدة، وتوفي في 19 ديسمبر 1985 في واشنطن العاصمة في الولايات المتحدة.